# Étienne Lamotte
Pour les articles homonymes, voir Lamotte.
 (décembre 2024).
Étienne Paul Marie Lamotte, né le 21 novembre 1903 à Dinant et mort le 5 mai 1983 à Bruxelles, prêtre belge et professeur à l'Université catholique de Louvain, est particulièrement célèbre en sa qualité d'indianiste, auquel on doit de nombreuses traductions des sūtras et des commentaires bouddhiques. Il est en outre le principal successeur de l'indianiste belge Louis de la Vallée Poussin dans le domaine des études bouddhiques.

## Biographie
Étienne Lamotte fit ses études de théologie à Malines. C'est dans ce diocèse qu'il reçoit le sacerdoce en 1926. En 1929, il est docteur en langues orientales à l'Université de Louvain avec une thèse sur la Bhagavad-Gîtâ, et en 1930, il obtient de la même université le titre de docteur en philosophie et en lettres.
Surtout connu comme indianiste, il fut en son temps la plus grande autorité occidentale sur le bouddhisme indien. Il était l'un des rares spécialistes à connaître les principales langues des textes bouddhistes : pâli, sanskrit, chinois et tibétain.
On lui doit d'importantes traductions en français, parmi lesquelles la traduction depuis le chinois du premier tiers de la colossale Mahāprajñāpāramitāśāstra (Traité de la grande Vertu de Sagesse Da zhidu lun (en)), texte attribué par la tradition chinoise à Nāgārjuna. E. Lamotte estimait que le texte avait très probablement été composé par un bhikkhu indien de l'école Sarvāstivādin, qui s'était par la suite converti au bouddhisme mahāyāna. La traduction d'E. Lamotte, que sa mort laissa inachevée, a été publiée en cinq volumes entre 1944 et 1980. Il a publié également d'autres traductions de sûtra mahāyāna, parmi lesquels le Shūrangamasamādhi sūtra et le Vimalakīrti Sūtra.
Il est l'auteur d'une monumentale Histoire du bouddhisme indien: des origines à l'ère Sáka, paru en 1958. Cet ouvrage, qui constitue la première partie d'un travail resté inachevé, demeure une référence incontournable en langue française.
E. Lamotte fut récompensé du Prix Francqui en 1953, et élu associé étranger de l'Académie des inscriptions et belles-lettres en 1969.
Il ne put voyager en Asie qu'à la fin de sa vie, au moment où ses collègues des différents centres de recherche témoignèrent par leur estime de la valeur de ses travaux. « Une institution monastique majeure du Sri Lanka lui décernait le titre - exceptionnel pour un étranger et un non-bouddhiste - d'« expert dans les Écritures ». »

### Citations
- Le dialogue « ne peut s'engager sans une initiation préalable de part et d'autre[2]. »
- Il y a quelque naïveté à traiter des « valeurs chrétiennes des religions non chrétiennes ».
- Que penserions-nous si l'on nous répondait par une étude sur la « valeur bouddhique de la doctrine chrétienne »[2] ?

## Publications

### Traductions
- Samdhinirmocanasūtra. L'explication des mystères. Texte tibétain édité et traduit, Bibliothèque de l'Université, A. Maisonneuve, Louvain et Paris, 1935, 238 p.
- L'Enseignement de Vimalakīrti (Vimalakīrtinirdeśa) (1962)[3]
- Vasubandhu : Le Traité de l'acte de Vasubandhu Karmasiddhi-prakaraņa, Imprimerie Sainte Catherine, Bruges, 1936. Version tibétaine, traduction chinoise par Hiuan-tsang, traduction française annotée.
- Asanga : La Somme du Grand Véhicule. Mahāyānasamgraha, Bureau du Muséon, Louvain, 1938-1939
  - t. I : Versions tibétaine et chinoise, VII + 99 p.
  - t. II : Traduction et commentaire, ix + 345 p.
- Nāgārjuna : Le Traité de la grande vertu de sagesse de Nāgārjuna, Mahāprajñāpāramitāśāstra, traduit en chinois par Kumārajīva, Bureaux du Muséon, Louvain, 
  - vol. 1 (chap. I-XV), 1944, XXXII, p. 1-620
  - vol. 2 (chap. XVI-XXX), 1949, XVII, p. 621-1118 
  - vol. 3 (chap. XXXI-XLII), 1970, LXVIII, p. 1119-1733
  - vol. 4 (chap. XLII suite-XLVIII), 1976, XX, p. 1735-2162
  - vol. 5 (chap. XLIX-LII et XX), 1980, XVI, p. 2163-2451

### Études
- Notes sur la Bhagavad-Gîtâ, préface de Louis de La Vallée-Poussin, Paul Geuthner, Paris, 1929, XIII-153 p.
- « Le bouddhisme des Laïcs », Studies in Indology and Buddhology, Présented in Honour of professor Susumu Yamaguchi on the Occasion of his Sixtieth Birthday, Hozokan Kyoto, 1955
- Histoire du bouddhisme indien. Des origines à l'ère Saka, Publications universitaires & Institut orientaliste, Louvain, 1958, XXII-862 p.
- « La légende du Buddha », Revue de l'histoire des religions, vol. 134 (1948-1948), p. 37-71 .
- « Alexandre et le bouddhisme », BEFEO, vol. 44.1 (1951), p. 147-162 .
- « La personnalité et l'esprit de Sâkyamuni », BCL (Académie royale de Belgique, Bulletin de la classe des lettres), vol. 41 (1955), p. 198-218.
- « Un festin d'immortalité dans le bouddhisme », BCL, vol. 49 (1963), p. 173-182.
- « Le concept de vacuité dans le bouddhisme », BCL, vol. 63 (1977), p. 66-78.

### Études et traductions
- L'Enseignement de Vimalakīrti (Vimalakīrtinirdeśa), Institut orientaliste (Instituut voor Oriëntalisme) de l'Université catholique de Louvain, 1962, XV-488 p.
- La concentration de la marche héroïque (Śūraṃgamasamādhisūtra), Institut belge des hautes études chinoises, 1965, XIV-308 p.